# Armée du Kentucky central
L'armée du Kentucky central est une ancienne organisation militaire du département N° 2 (le département de l'Ouest des États confédérés d'Amérique). Créée à l'automne 1861 sous le nom de « corps d'armée du Kentucky central », elle disparaît à la fin du mois de mars 1862, lorsqu'elle est fusionnée avec l'armée du Mississippi, elle-même réorganisée en tant qu'armée du Tennessee le 20 novembre 1862.

## Contexte
Le département N° 2 (département de l'Ouest) est créé le 25 juin 1861, sous le commandement du major général Leonidas Polk, et a la compétence sur des juridictions militaires et le contrôle de parties de l'Alabama, le Tennessee, l'Arkansas, le Mississippi et la Louisiane. Le 2 septembre 1861, le département est élargi pour inclure l'ensemble de l'Arkansas et les opérations militaires dans l'état du Missouri, puis le 10 septembre, la région est encore élargie pour inclure l'ensemble de l'Arkansas, le Tennessee, plus le Mississippi, et toutes les opérations militaires dans le Kansas, le Kentucky, le Missouri, et tous les territoires Indiens se ralliant à la cause confédérée à l'ouest de l'Arkansas et du Missouri.

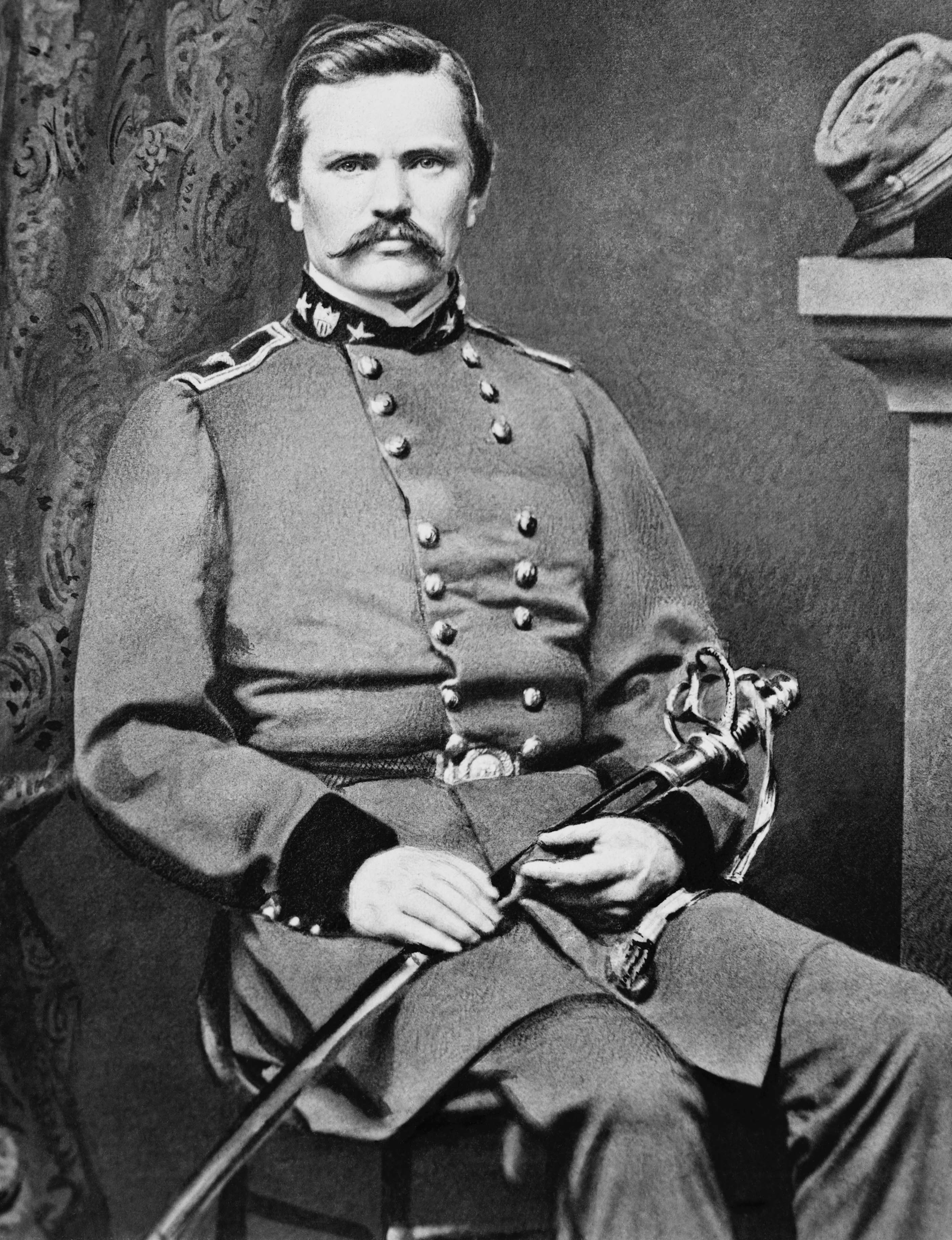
Brig. Gen. S. B. Buckner
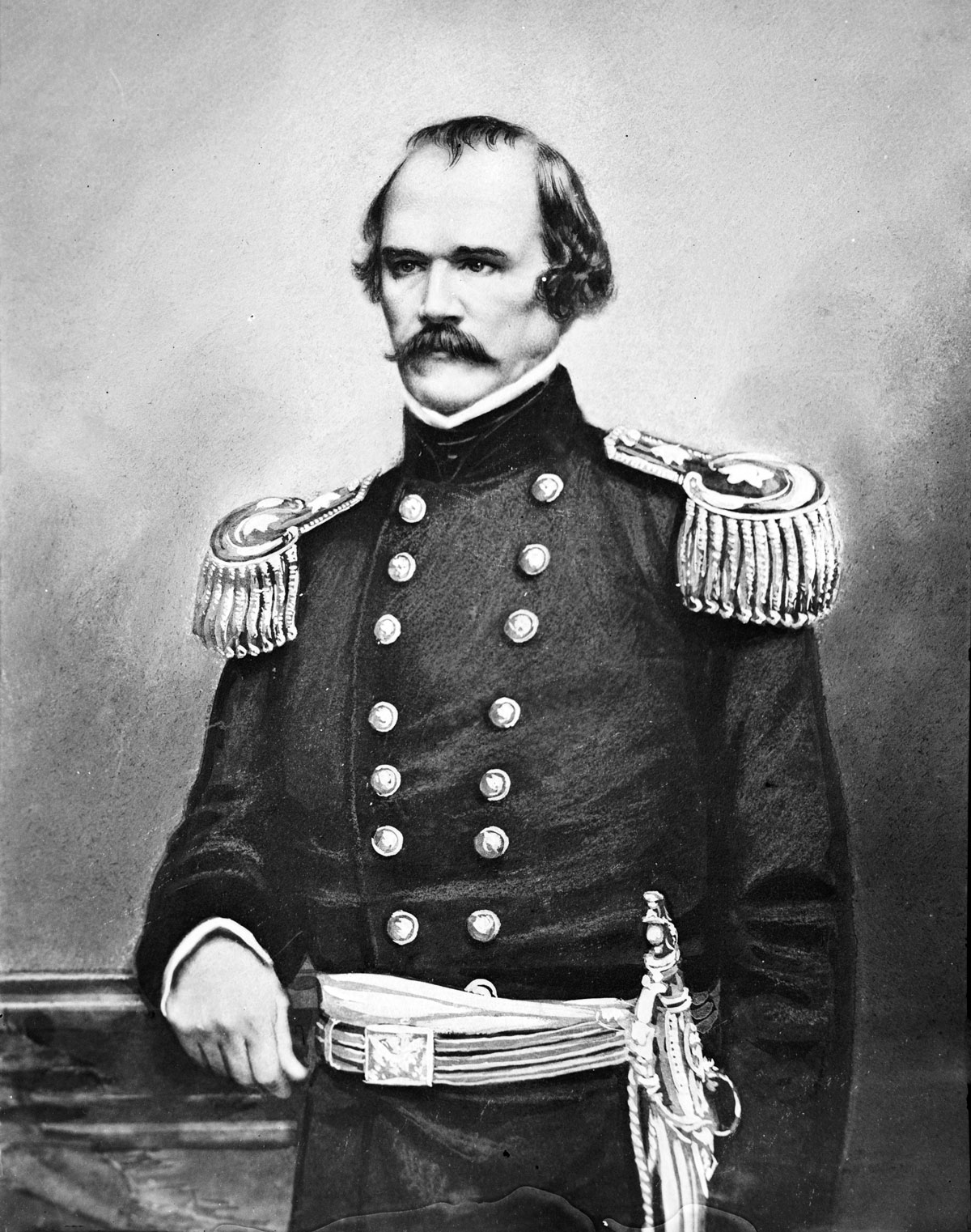
Gen. A. S. Johnston
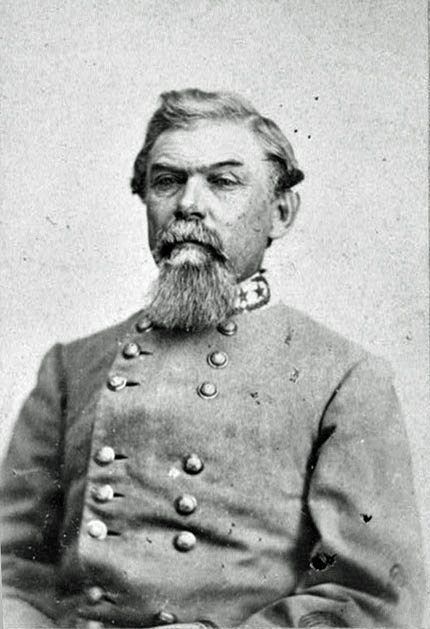
Lt. Gen. W. J. Hardee

## Commandement sous le brigadier-général Simon B. Buckner
Le brigadier général Buckner prend le commandement de toutes les forces dans le centre du Kentucky cours du mois de septembre 1861, après avoir d'abord été major-général et commandant de la milice du Kentucky. Les forces sont organisées en deux sections avec une force de réserve. Plus tard, une troisième division sous le commandement du brigadier général John B. Floyd est ajoutée. Après la prise de commandement par le général Albert Sidney Johnston, Buckner continue d'assurer le commandement d'une division de l'armée du Kentucky Central à Bowling Green et Fort Donelson, où il se rend. Après avoir été échangé en août 1862, Buckner est promu major-général et commande une division avec ces mêmes forces au sein de l'armée du Mississippi sous la direction du général Braxton Bragg.

## Commandement sous le général Albert S. Johnston
Le général Johnston a le commandement de l'armée du Kentucky central du 28 octobre 1861, jusqu'au 29 mars 1862, à l'exception de deux semaines temporairement commandée par Hardee en décembre. La zone d'opération pour cette armée est désignés comme la partie du Tennessee au nord de la Rivière Cumberland, et une partie du Kentucky à l'ouest de l'endroit où la rivière Cumberland entre dans le Tennessee vers l'est. Le 26 décembre 1861, une partie de l'armée de la Kanawha est ajoutée. Le 29 mars 1862, l'armée, forte d'environ 23000 hommes, est fusionnée avec l'armée du Mississippi, en préparation de la bataille de Shiloh.

## Commandement sous le major-général William J. Hardee
Le major général Hardee prend temporairement le commandement de l'armée à partir du 4 décembre et jusqu'au 18 décembre 1861.